# Adriana Filippi
Adriana Filippi (Torino, 1909 – Roma, 1982) è stata una pittrice, insegnante e partigiana italiana.

## Biografia

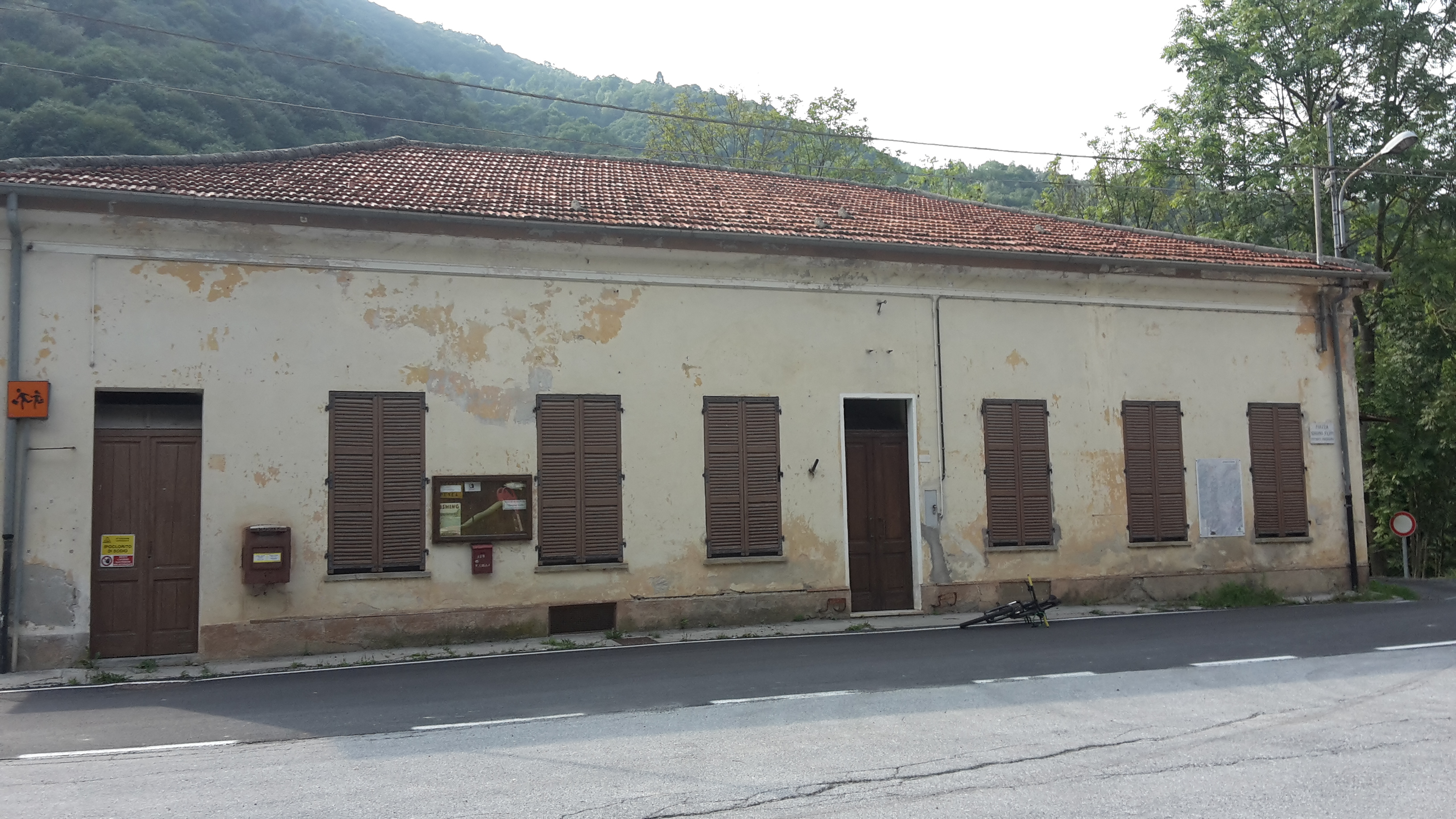
Locali dell'ex scuola elementare, in cui insegnava Adriana Filippi.

Adriana Filippi si è laureata all'Accademia delle Belle arti di Firenze, diventando poi insegnante nelle scuole elementari. Prima della seconda guerra mondiale viene trasferita a Boves, allora piccolo villaggio del Cuneese, nella scuola di San Giacomo.

## Opera artistica
Adriana Filippi dipinse ritratti di partigiani e le lotte della Banda di Boves, la formazione partigiana comandata da Ignazio Vian, operante nella località del cuneese. Filippi è considerata, per i suoi quadri, la war artist (artista di guerra) della lotta di Liberazione contro il nazifascismo.
Filippi ha lasciato numerose opere pittoriche, 150 delle quali sono custodite nel Museo della Resistenza di Boves, a lei dedicato e inaugurato il 23 settembre 2023.
Nel 2014, i suoi quadri sono stati esposti al Civico Museo della Risiera di San Sabba a Trieste. Nella descrizione dell'esposizione viene ricordato l'omaggio che le fece il presidente della Repubblica Sandro Pertini nel novembre 1978, visitando la città di Boves: "Un grande affresco di storia popolare che balza fuori dai ritratti, dalle scene di guerra, dai quadri di ambiente; è la testimonianza migliore, resa senza enfasi o retorica, delle realtà di un movimento che nacque dalla rivolta di uomini semplici mossi esclusivamente da un’esigenza di libertà e giustizia".
Nel 2022, le sue opere sono state esposte anche in Francia, nell'ambito dei festeggiamenti per il decimo anniversario del gemellaggio del comune di Boves con il comune di Mauguio.